# メトロカード (東京)
メトロカードは、帝都高速度交通営団（営団地下鉄、東京地下鉄（東京メトロ）の前身）が発売していた磁気式プリペイドカードである。
本項では、後継のプリペイド乗車カードであるNSメトロカード（エヌエスメトロカード）およびSFメトロカード（エスエフメトロカード）についても記述する。

## 歴史

### メトロカード
1988年（昭和63年）4月1日に発売を開始（ただし同年3月25日に一部先行販売）した初代の「メトロカード」は、JR各社で発売しているオレンジカードのように、自動券売機において現金の代わりに使うプリペイドカード（金券カード）であった。すなわち、自動改札機での直接投入はできず、乗車の際にはカードを自動券売機に挿入し、改めて乗車券を購入して乗車する必要があった。営団→東京メトロ線以外での使用はできない。
一般に販売されていたのは、1000円・2000円・3000円の3種類。
このカードは販売を終了したが、2015年3月31日までは東京メトロ全線の自動券売機・自動精算機・係員改札口での精算において利用可能であった。

### NSメトロカード
1991年（平成3年）11月29日、南北線の駒込駅 - 赤羽岩淵駅間の開業と同時に発売を開始し、その区間内での自動改札機に直接投入できる「NSメトロカード（NSはNamboku Subway line（地下鉄南北線）、「南北」（North・South）の意味の他、New Serviceの意味も持つ）」も存在していた（同区間の開業記念カードも発売していた）。
このカードは自動券売機のみの発売だったため、図柄は南北線の9000系をあしらったもので、右側に利用方法を、左側に発売額、購入日、購入駅などが印字される仕組みになっていた。発売額は、既に発売されていたメトロカードに合わせ1000円・2000円・3000円の3種類とされた。
将来の東日本旅客鉄道（JR東日本）との共通化を視野に、イオカードと同じシステムを導入したため、磁気面の様子や印字方法がイオカードとほとんど同じだった（当初は入場時のみ印字、1996年頃から出場時にも印字）。ただし、JR東日本はICカード式プリペイド乗車カード（Suica）を開発中であることや運賃計算上の不都合を理由に共通化に参加しなかった。
初代のメトロカードと同様にこのカードは販売を終了した（後述）が、SFメトロカード販売開始後に営団（→東京メトロ）・東京都交通局（都営地下鉄）全線で使えるようになった。
2008年3月15日以降、自動改札機での直接投入ができなくなったが、その後も2015年3月31日までは従来のメトロカードと同じ扱いで利用可能であった。

### SFメトロカード
1996年（平成8年）3月26日に都営地下鉄と共通化したストアードフェアシステムを開始し、「SFメトロカード」の販売を開始した。
営団地下鉄全線および都営地下鉄全線で使用できたほか、自動券売機や自動精算機での使用も出来るため、従来のメトロカード及びNSメトロカードの販売は終了した。「SF」とは「ストアードフェア(Stored Fare)」の略である。
都営地下鉄で共通化以前に発行されていたTカードも、やはりイオカードと同じシステムを導入していたため、共通化はスムーズに行われた。
当初は自動改札機のみでの印字だったが、1997年（平成9年）頃から自動券売機・自動精算機・有人改札口でも印字されるようになった。自動券売機では、当初メトロカードのみ対応のものが使用できなかったため、カード挿入口の周辺に「SFカードは使えません。SFの券売機をご利用ください。」の注意書きステッカーが貼付されていた。
2000年10月14日から首都圏の私鉄・地下鉄共通のストアードフェアシステム「パスネット」を導入した際に、イオカードベースの他のカードとともに共通化のベースのひとつとなった（導入当時は17社局）。
上記のNSメトロカードとは異なり、パスネット開始前に発売されていたSFメトロカードは、パスネット各加盟社局でも使用可能であった。
SFメトロカードは1,000円・3,000円・5,000円の3種類の額面のカードが自動券売機・カード発売機・定期券売り場・駅事務室などで販売されていた。また、記念カードは2007年2月いっぱいまでは現金書留または定額小為替による通信販売でも購入できた。
同年1月まではギフト向けに自分でデザインしたカードも発行できた。この場合は500円のカードもあるが、モデルデザインカード（指定された絵柄に好きな文字を入れる事ができるタイプ）の場合は50枚、フリーデザインカード（自由にデザインできる）の場合は100枚以上での製作条件であった。一時期、池袋駅と銀座駅の定期券売り場に写真や絵を持って行くと1枚から印刷してもらえる「フリータイプ」もあった。注文単価は製作料込みで500円カードが900円、1,000円カードが1,400円だった。この「フリータイプ」カードは、利用者が持参した写真や絵などの画像をスキャナーでパソコンに読み込み、若干のトリミングの後、表面が真っ白なカードに転写することで行われる。そのため、既製品のカードと比べると画質は若干荒い。SFメトロカードではないが、パスネットとして同様のサービスを東急グループの渋谷地下街が運営するフォトショップ「東急ジャンボー」と「AOYAMAメディア工房」および京浜急行電鉄の窓口による受付で行われていた。
自動券売機では、導入当初はカードを持つ人間をモチーフにし、右側に利用方法を記載したデザインのものが発売されていたが、東京メトロの路線図（都営地下鉄はスペースの都合上都営浅草線の品川 - 新橋間を除き表示されていない）を元にしたデザインのものに置き換わっており、左下に額面を示す金額、購入日（平成）および購入駅の電略が印字されて発売された。
カード発売機及び定期券売り場・駅事務室などにおいては、毎月各額面につき最低1枚ずつ都内の文物や風景写真、マナー向上を呼び掛けるデザインなどの図柄のカードが発売され、さらにアニメ・映画などの公開に合わせて登場キャラクター・役者などをデザインしたものも発売されているが、2007年2月をもって終了した。

## PASMO導入・取扱終了へ
2007年（平成19年）3月18日に東日本旅客鉄道（JR東日本）の「Suica」と相互利用ができ、かつ首都圏の路線バスと共通で使用するICカード「PASMO」の販売が開始された。それに伴い、パスネットとして使用しているSFメトロカードは駅券売機のみの発売となるなど販売を縮小した。
なお、PASMOサービス開始後もSFメトロカードは発売を継続していたが、前述したように図柄のカードは同月から発売を中止しており、定期券売り場・駅事務室・カード販売機では在庫がなくなり次第発売を終了した。
PASMOの普及に伴い2008年1月10日の終電をもってSFメトロカードを含むパスネットカードの販売が導入全社局で終了し、2008年3月14日の終電をもってパスネットカードは自動改札機での利用ができなくなる。なお、残額のあるカードは同年3月15日以降手数料無しでの払い戻しや、PASMOへの残額の移行を行っていたほか（旧式のメトロカードの場合、一部の駅では対応していなかった。NSメトロカードは全駅で可）、自動券売機での切符の購入や、自動精算機・有人改札での精算には引き続き利用できた。
また旧式のメトロカードやNSメトロカードについても、上記と同様に払い戻しの対象となる。
その後、利用減少・PASMOの普及が進んだことに鑑み、メトロカード全種（旧メトロカード・NSメトロカード・SFメトロカード）の利用およびPASMOへの残額移行を2015年3月31日をもって終了し、払い戻しの取り扱いも資金決済に関する法律に基づき2018年1月31日をもって終了した。